# Brazzaville
Brazzaville je glavni grad Republike Konga i značajno riječno pristanište u donjem dijelu rijeke Kongo. Nalazi se točno nasuprot glavnog grada Demokratske Republike Kongo Kinshase, te s njim čini dvojni grad.
U Brazzavilleu je razvijena prehrambena i metalurška industrija. Željezničkom je prugom spojen s lukom Pointe-Noire u Atlantskom oceanu. Ima međunarodnu zračnu luku Maya-Maya.

## Povijest
Brazzaville je 1880. osnovao francusko-talijanski istraživač Pierre Savorgnan de Brazza na mjestu sela Nkune. Grad je kasnije dobio ime po njemu. Razvio se kao najveći i glavni grad francuskih kolonija Francuski Kongo i Francuska Ekvatorska Afrika. Godine 1924. sagrađena je pruga koja je grad povezala s lukom Pointe-Noire. Europljani su naselili centar grada, dok su Afrikanci živjeli u predgrađima. U 2. svjetskom ratu Brazzaville je bio centar za operacije francuskih snaga u Africi.
Do 1960. je grad bio podijeljen na europski i afrički dio koji su se ujedinili nakon stjecanja neovisnosti Konga, kad se većina Europljana iseljava. Pretrpio je brojna oštećenja tijekom građanskih ratova 1990-ih godina, a veliki je broj izbjeglica napustio grad.

## Stanovništvo
Prema popisu iz 2007. godine, Brazzaville je imao 1.375.237 stanovnika, što je značajan porast u odnosu na 1996. kada ih je bilo 856.410. Urbano područje Brazzavillea i Kinshase ima između 9 i 10 milijuna stanovnika.

## Gradovi prijatelji
- Dresden, Njemačka
- Olathe, Kansas, SAD
- Weihai, Kina

## Vanjske poveznice

### Ostali projekti
|  | Zajednički poslužitelj ima još gradiva o temi Brazzaville |